# Can't Take Me Home
Can't Take Me Home este albumul de debut a cântăreței americane P!nk, lansat în Statele Unite pe 4 aprilie 2000 de LaFace Records. A produs trei single-uri—"There You Go", "Most Girls", și "You Make Me Sick", și a ajuns la numărul douăzeci și șase de pe US Billboard 200. Producătorii au inclus Kevin "She'kspere" Briggs, Babyface, Kandi Burruss, Terence "Tramp Baby" Abney, Daryl Simmons, și Tricky. P!nk a co-scris șapte piese de pe album. Acest album a fost unul R&B.

## Listă piese
| Nr. | Titlu                        | Compozitor(i) | Durată |
| --- | ---------------------------- | --- | ------ |
| 1.  | "Split Personality"          | - Alecia "Pink" Moore - Terence "Tramp-Baby" Abney - Kenneth "Babyface" Edmonds                                         | 4:01   |
| 2.  | "Hell Wit Ya"                | - Moore - Kevin "She'kspere" Briggs - Kandi Burruss - Darius Green                                                      | 2:58   |
| 3.  | "Most Girls"                 | - Edmonds - Damon Thomas                                                                                                | 4:59   |
| 4.  | "There You Go"               | - Moore - Briggs - Burruss                                                                                              | 3:23   |
| 5.  | "You Make Me Sick"           | - Obi Nwobosi - Ainsworth Prasad - Marthony Tabb                                                                        | 4:08   |
| 6.  | "Let Me Let You Know"        | - Neal Creque - Sean Hall - Christopher "Tricky" Stewart - Robin Thicke                                                 | 4:45   |
| 7.  | "Love Is Such a Crazy Thing" | - Jason Boyd - Daron Jones - Michael Keith - Quinnes Parker - Marvin Scandrick - Lamont "Stro" Maxwell - Courtney Sills | 5:14   |
| 8.  | "Private Show"               | - Kenneth Karlin - Andrea Martin - Ivan Matias - Carsten "Soulshock" Schack                                             | 4:15   |
| 9.  | "Can't Take Me Home"         | - Moore - Harold Frasier - Steve "Rhythm" Clarke                                                                        | 3:39   |
| 10. | "Stop Falling"               | - Moore - Will Baker - Pete Woodruff                                                                                    | 5:51   |
| 11. | "Do What U Do"               | - James Hollins - Ezekiel Lewis - Kawan Prather - Maurice "Big Reese" Sinclair                                          | 3:58   |
| 12. | "Hiccup"                     | - Moore - Harold Frasier - Delouie Avant - Steve "Rhythm" Clarke                                                        | 3:32   |
| 13. | "Is It Love"                 | - Moore - Frasier - Avant - Clarke - Aaron Philips                                                                      | 3:38   |

## Personal
- P!nk – voce
- Terence "Tramp Baby" Abney – clape, producator, baterie
- Babyface – producator
- Harold Frasier – producător, clape
- Steve "Rhytim" Clarke – producător, baterie
- Va Baker – aranjament vocal
- Steve Baughman – asistent
- Kerren Legume – viori
- Elliot Blakely – asistent
- Paul Boutin – inginer
- Jason Boyd – aranjor
- Josh Butler – inginer
- Ralph Cacciurri – asistent
- Chris Campion – inginer
- Rob Chiarelli – mixaj
- Chrissy Conway – voce de fundal
- Lysa Cooper – stilist
- Sharon A. Daley – A&R
- Regina Davenport – artist coordonare
- Kevin "KD" Davis – mixaj
- Blake Eiseman – inginer
- Daniela Federici – fotografie
- Paul Foley – inginer
- Sherree Ford-Payne – voce de fundal
- John Frye – inginer

## Apariții media
"You Make Me Sick", a apărut pe coloana sonora a filmului Save the Last Dance din 2001. "Split Personality", a apărut în filmul The Princess Diaries în 2001.